# Wasserturm (Łazienki-Park)

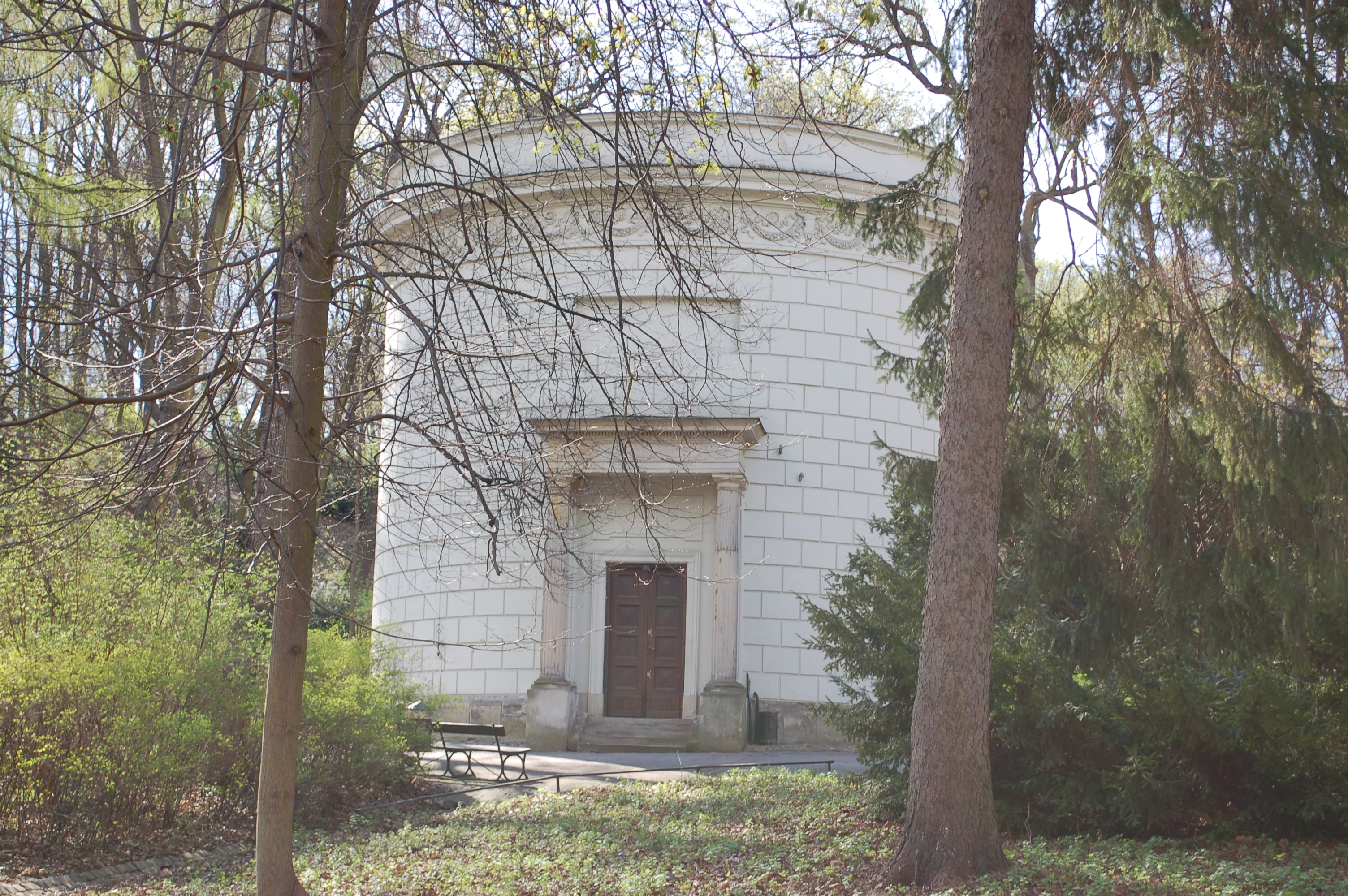
Wasserturm

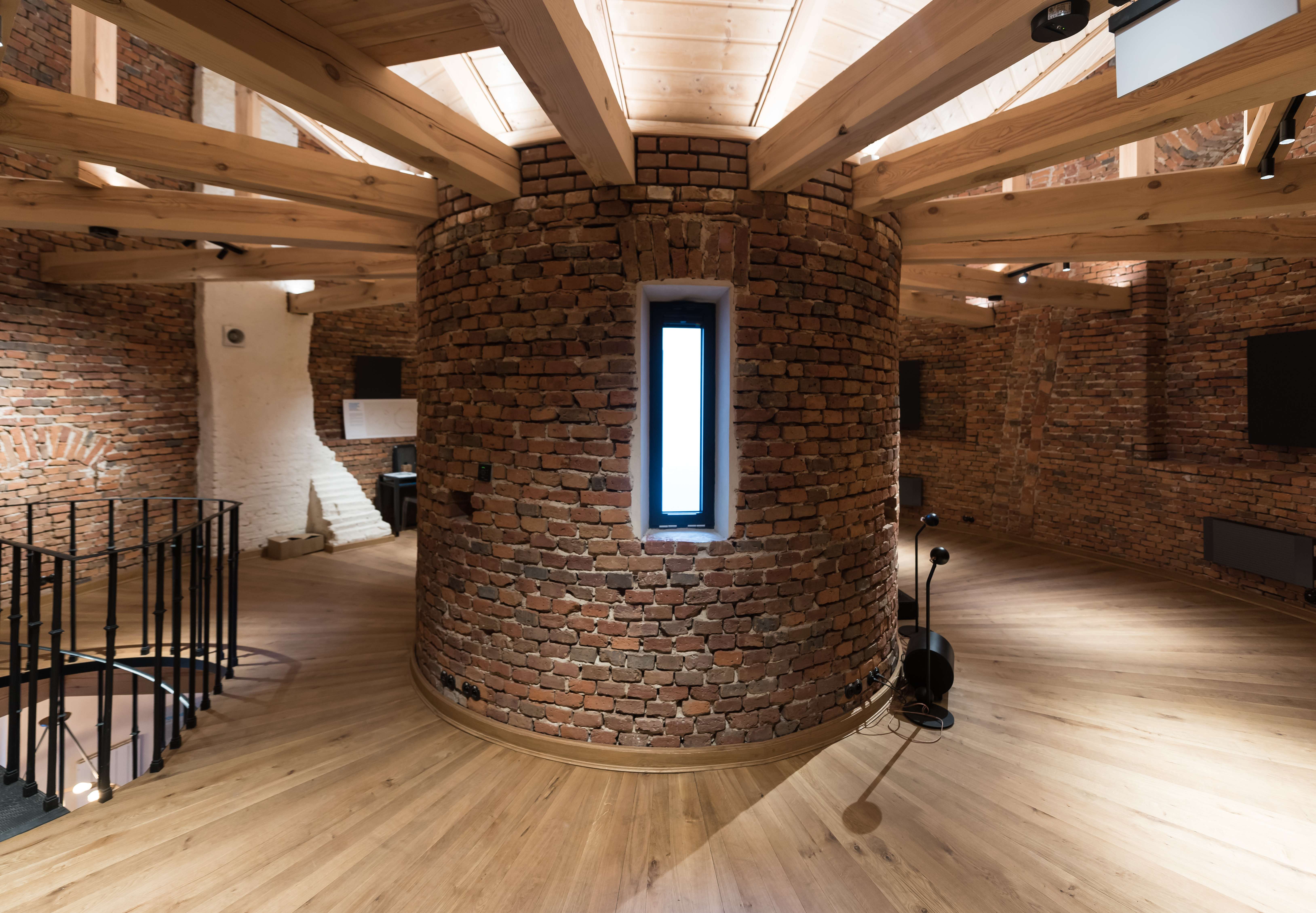
Inneres

Der Wasserturm (polnisch: Wodozbiór) im Warschauer Łazienki-Park ist ein frühklassizistischer Turm, der im 18. Jahrhundert von Domenico Merlini für den polnisch-litauischen König Stanislaus II. August Poniatowski errichtet worden ist.

## Geschichte
Das Gebäude wurde 1777 als Wasserturm gebaut. Das Wasser aus den Fließgewässern der umliegenden Hügel wurde hier gesammelt und dann zu den Springbrunnen und Bädern im Park geleitet. Im Inneren wurde bei Brunnen angelegt, dessen Wasser auch den nördlichen Łazienki-See füllte. 1827 wurde das Gebäude von Chrystian Piotr Aigner umgebaut, wobei er das Grabmal der Caecilia Metella an der Via Appia in Rom als Vorbild nahm. Im Inneren wurden Fresken angebracht. Der Turm wurde nicht mehr als Wasserreservoir genutzt. Im Gebäude finden Kunstausstellungen und andere kulturelle Veranstaltungen statt.